# Mastihal, Bagalkot
Mastihal là một làng thuộc tehsil Bagalkot, huyện Bagalkot, bang Karnataka, Ấn Độ.